# Cratere Talu
Talu  è un cratere sulla superficie di Marte.